# Öretjärnet (Järnskogs socken, Värmland)
Öretjärnet är en sjö i Eda kommun i Värmland och ingår i Göta älvs huvudavrinningsområde. Sjöns area är 0,037 kvadratkilometer och den befinner sig 233 meter över havet.